# Hiroshi Koizumi
Hiroshi Koizumi (小泉博 Koizumi Hiroshi?)  fue un actor japonés, conocido por su papel protagonista en la película Godzilla Raids Again de 1955, así como en otras películas de monstruos de Tōhō. Se graduó de Universidad de Keiō en Tokio.

## Carrera
En una entrevista de 1999 con Steve Ryfle, Koizumi lamenta que si bien declaró que tiene papeles fáciles de interpretar, sintió que podría haber hecho más en sus actuaciones. A pesar de sus roles en los que generalmente interpreta a un científico, desempeña un papel poderoso en Bangiku, interpretando a un hombre joven que se casó con una mujer rica y mayor para escapar de los barrios bajos. El 31 de mayo de 2015, Koizumi murió en un hospital de Tokio por neumonía a la edad de 88 años.

## Filmografía

### Películas
- Crisantemos tardíos (1954) como Kiyoshi
- Godzilla Raids Again (1955) - Shoichi Tsukioka[2]
- Wakare no chatsumi-uta shimai-hen: Oneesan to yonda hito (1957)
- Hanayome sanjuso (1958)
- Tôkyô no kyûjitsu (1958)
- Mothra (1961) - Dr. Shinichi Chujo[3]
- Chūshingura: Hana no Maki, Yuki no Maki (1962)[2]
- Matango (1963) como Naoyuki Sakuda
- Atragon (1963) Detective Ito, Policía Metropolitana de Tokio
- Mothra vs. Godzilla (1964) - Profesor Miura[1]
- Dogora (1964) como Kirino[3][4]
- San Daikaijū: Chikyū Saidai no Kessen (1964) - Profesor Miura[2]
- Ultra Q (1966; serie de televisión)[3]
- Godzilla vs. Mechagodzilla (1974) como profesor Wagura[2]
- Godzilla (1984) como profesor Minami[1]
- Godzilla x Mothra x Mechagodzilla: Tokyo S.O.S. (2003) - Dr. Shinichi Chujo[3]

### Televisión
- Onihei Hankachō (1975)